# 실패공포증
실패공포증(失敗恐怖症, Atychiphobia, hamartophobia, kakorrhaphiophobia)은 공포증의 일종으로, 자신이 무언가에 실패하거나 패배할 가능성에 대해 극도의 공포를 느끼는 증상을 말한다. 패배공포증(敗北恐怖症)이라고도 한다.

## 개요
실패공포증 환자는 자신이 위험을 수반하는 행동에 대해 극도로 저항해 버린다. 그것은 실패할 때의 결과로 인한 부끄러움과 굴욕을 어떻게든 피하려는 것이다. 또한 자존심도 강하고 완벽주의가 합병하는 경우가 많지만, 그렇다고 완벽주의자가 실패공포증인 것은 아니다.

## 발병 원인
발병 원인으로 자주 볼 수 있는 것이 어린 시절에 실패했을 때 엄청난 수치와 굴욕을 주위 사람들로부터 받아 그것이 트라우마가 된 경우가 많다.